# Championnats du monde de cyclisme sur piste 1921
Navigation
Anvers 1920 Liverpool/Paris 1922

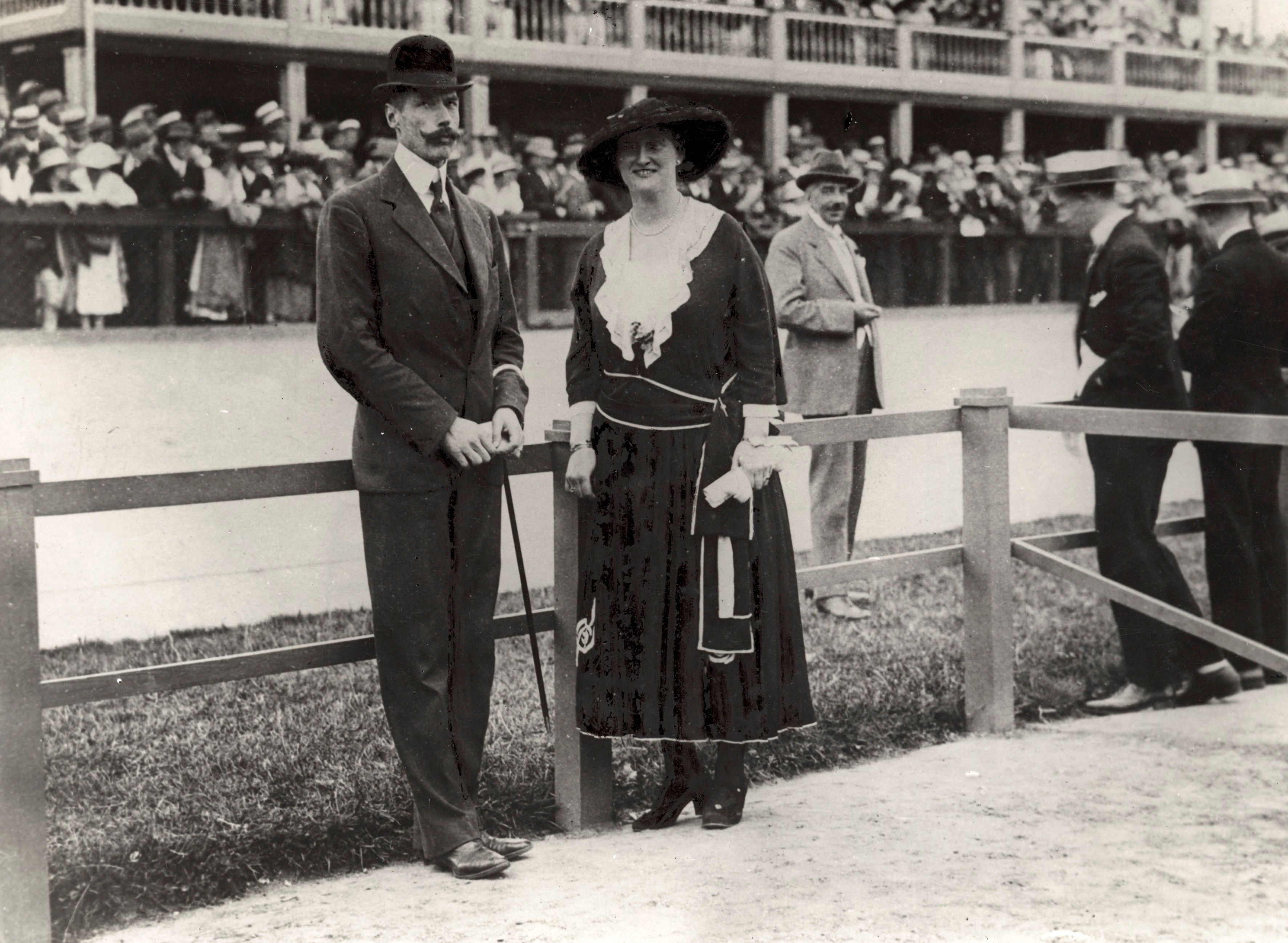
Le prince Harald et la princesse Hélène de Danemark assistant aux championnats du monde au vélodrome d'Ordrup dans la banlieue de Copenhague.

Les Championnats du monde de cyclisme sur piste 1921 ont eu lieu du 30 juillet au 8 août à Copenhague, au Danemark,,. Les épreuves se sont déroulées au vélodrome d'Ordrup dans la banlieue nord de Copenhague.

## Résultats

### Podiums professionnels
| Compétition | Or                     | Argent                  | Bronze                |
| ----------- | ---------------------- | ----------------------- | --------------------- |
| Vitesse     | Piet Moeskops Pays-Bas | Robert Spears Australie | Pierre Sergent France |
| Demi-fond   | Victor Linart Belgique | Paul Suter Suisse       | Paul Guignard France  |

### Podiums amateurs
| Compétition | Or                            | Argent                 | Bronze                 |
| ----------- | ----------------------------- | ---------------------- | ---------------------- |
| Vitesse     | Henry Brask Andersen Danemark | Erik Kjeldsen Danemark | Johan Normann Danemark |

## Tableau des médailles
| Rang | Nation    | Or | Argent | Bronze | Total |
| ---- | --------- | -- | ------ | ------ | ----- |
| 1    | Danemark  | 1  | 1      | 1      | 3     |
| 2    | Belgique  | 1  | 0      | 0      | 1     |
| -    | Pays-Bas  | 1  | 0      | 0      | 1     |
| 4    | Australie | 0  | 1      | 0      | 1     |
| -    | Suisse    | 0  | 1      | 0      | 1     |
| 6    | France    | 0  | 0      | 2      | 2     |

## Liste des engagés
- Demi-fond
  -  Belgique : Victor Linart
  -  France : Léon Didier, Paul Guignard
  -  Pays-Bas : Jan Snoek
  -  Royaume-Uni : Tommy Hall
  -  Suisse : Paul Suter